# Luscosmodicum beaveri
Luscosmodicum beaveri is een keversoort uit de familie boktorren (Cerambycidae). De wetenschappelijke naam van de soort is voor het eerst geldig gepubliceerd in 1970 door Martins.